# Washford (stacja kolejowa)
 Washford – stacja kolejowa w miejscowości Washford w hrabstwie Somerset w Wielkiej Brytanii. Obecnie stacja przelotowa zabytkowej kolei West Somerset Railway. W pobliżu stacji znajduje się muzeum.